# Парламентские выборы в Великобритании (1955)
Парламентские выборы в Великобритании 1955 года — демократические выборы, прошедшие 26 мая 1955 года. Незадолго до выборов Уинстон Черчилль подал в отставку, и консерваторов на выборах возглавил Энтони Иден. На выборах победили консерваторы, набравшие, в отличие от предыдущих выборов, больше голосов, чем лейбористы во главе с Клементом Эттли, и увеличившие свой отрыв от лейбористов до 68 мест. После предыдущих выборов границы некоторых округов были пересмотрены, а их количество было увеличено с 625 до 630.
Всего в Палату общин прошло лишь четыре партии — консерваторы, лейбористы, либералы и Шинн Фейн.

## Результаты выборов

Результаты партий по округам сообразно цвету. Красный — лейбористы, синий — консерваторы, жёлтый — либералы, зелёный — Шинн Фейн

Распределение мест между партиями по результатам выборов

| Партия                | Лидер         | Голосов    | %    | Мест | Δ мест |
| --------------------- | ------------- | ---------- | ---- | ---- | ------ |
| Консерваторы          | Энтони Иден   | 13 310 891 | 49,7 | 345  | ▲ 23   |
| Лейбористы            | Клемент Эттли | 12 405 254 | 46,4 | 277  | ▼ 18   |
| Либералы              | Клемент Дэвис | 722 402    | 2,7  | 6    | 0      |
| Шинн Фейн             |               | 152 310    | 0,6  | 2    | ▲ 2    |
| Партия Уэльса         |               | 45 119     | 0,2  | 0    | 0      |
| Коммунисты            |               | 33 144     | 0,1  | 0    | 0      |
| Ирландские лейбористы |               | 16 050     | 0,1  | 0    | ▼ 1    |
| ШНП                   |               | 12 112     | 0,0  | 0    | 0      |